# وادي الخليل

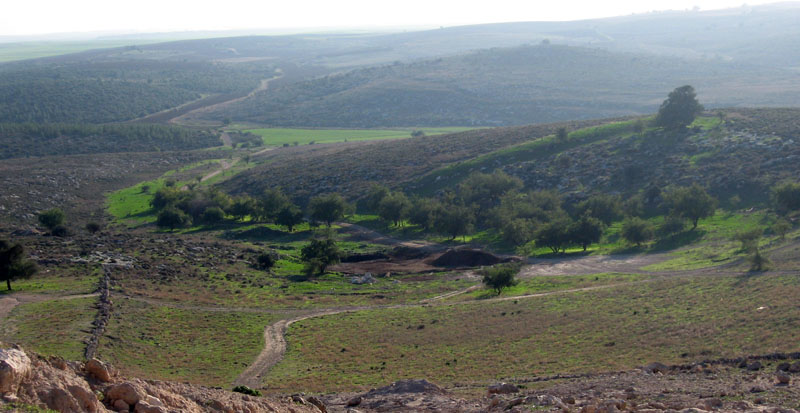
وادي الخليل

نهر أو جدول الخليل، بالعبرية ناحال خفرون، بالعربية وادي السمن ووادي الخليل،  هو مجرى يتدفق على طول الحدود بين يهودا والنقب. مصدر نهر الخليل هو مدينة الخليل، ومعظمها في السلطة الفلسطينية. الدفق جزء من حوض تيار بيسور. يمر بالقرب من الظاهرية وبئر السبع والنقب الشمالي، ويصب إلى ناحال بئر السبع بالقرب من مستوطنة عومر وينتهي في البحر الأبيض المتوسط على شواطئ قطاع غزة. في أراضي دولة إسرائيل، يتدفق التيار عبر مناطق نفوذ ميطار وأبو بسمة وعمر وتل السبع والجليلي، تحت مسؤولية وزارة الداخلية.

## تلوث
تدفق المياه العادمة المتدفقة من المدن والصناعات، والمياه العادمة من المناشر والمحاجر القادمة من المدن الفلسطينية والسكنية والمحاجر المقامة على طولها. تشكل مياه الصرف الصحي في وادي بئر السبع خطرا بيئيا كبيرا، لأن الآلاف من الناس يعيشون بالقرب من مجرى النهر.
المصدر الرئيسي للتلوث هو مياه الصرف الصحي في الخليل وكريات أربع، والتي تقدر بنحو 15000 متر مكعب في اليوم، والتي تلوث أيضًا محمية بيسور الطبيعية، مما يغير طبيعة التيار من مجرى فاشل يتدفق مياه الفيضانات عالية الجودة إلى جدول. مع التدفق الدائم لمياه الصرف الصحي الملوثة. تتدفق مياه الصرف الصحي على مدار العام والتي تلوث التيار والمياه الجوفية في مجرى النهر، وهناك إضافات من النفايات السائلة الحضرية والصناعية.
تقوم وزارة حماية البيئة وجمعية حماية الطبيعة في إسرائيل (SPNI) وسلطة صرف شيكما بيسور بتشغيل برنامج تعليمي في مجرى الخليل يسمى "الحنين إلى النهر". تستهدف الخطة الثلاثية الأشخاص الذين يعيشون في محيط نهر الخليل، من أجل تنمية الوعي والمسؤولية تجاه النهر ومحيطه. يتعلق البرنامج بالطريقة التي يمكن بها إنشاء قاعدة المعرفة والاتصال والانتماء بين مجموعات سكانية مختلفة والتيار بمشاركة نظام التعليم الرسمي وغير الرسمي.